# فيلانيوفا دي تيبا
بلدية فيلانيوفا دي تيبا (بالإسبانية: Villanueva de Teba)‏, هي إحدى بلديات مقاطعة برغش, التي تقع في منطقة قشتالة وليون, والتي تقع في شمال غرب إسبانيا.
يبلغ عدد سكانها 57 نسمة وفقاً لإحصائية سنة (2004).